# 経済経営学部
経済経営学部（けいざいけいえいがくぶ）とは大学の学部の1つである。

## 解説
特に近年変化が激しく、厳しい経済環境が続く中、経済・市場理論や分析を学問の中心とする経済学と企業や組織研究といった経営学を学際的に教育研究し、経済・経営の実践の場で、両学の複眼的視野をもった人材を育成しようとする、近年の経済系学部を所有する大学で設置が多くなってきた比較的新しい学部である。
経済学群経営学群の科目のほか商学群、会計学群の科目も備えられていることが多い。
経済学部として、経済学科と経営学科の両学科の科目を学際的に学べるようにシラバスを改組した経済経営学科とする大学も出てきているが、ほぼ同義である。

## 設置大学
- 東京都立大学
- 周南公立大学（令和6年度〜）
- 和光大学
- 長岡大学
- 埼玉学園大学（平成25年度〜）
- 駿河台大学（平成25年度〜）
- 帝塚山大学（平成30年度〜）
- 北陸大学
- 環太平洋大学
- 札幌学院大学（令和3年度～）
- 京都先端科学大学（平成27年度～)